# Combate de Ataura
El Combate de Ataura fue un enfrentamiento militar librado en el contexto de la Guerra de Independencia del Perú, el 12 de abril de 1821, entre las fuerzas realistas y montoneras indianas con una aplastante victoria de las primeras.

## Antecedentes
Mientras José de San Martín realizaba una serie de exitosas operaciones en las costas peruanas, el capitán mendocino José Félix Aldao quedaba en Ica organizando guerrillas de indios mal armadas y desorganizadas con las que debilitaba el poder español en la sierra central. La idea era privar a los españoles de recursos pero también sumar el populacho peruano a la guerra. El general Juan Antonio Álvarez de Arenales quedó a cargo de darles ayuda militar incursionando en la sierra, pero fracasó. Los realistas rápidamente aprovecharon para someter los territorios de Huamanga, Huancavelica y el valle del Jauja, amenazando la intendencia de Tarma, donde San Martín había dejado una importante reserva de armamentos. El general Mariano Ricafort avanzó con una columna sobre Concepción el 3 de marzo, donde derrotó una partida de Aldao, quien se había refugiado en los cerros de la zona con 3.000 guerrilleros, mientras envía a otros a Reyes. Ricafort mata a 4 patriotas y hace algunos prisioneros, pero al creerse sin fuerzas suficientes retrocedió a Huancavélica, dándoles tiempo a sus enemigos de preparar una defensa que no hicieron.
Se enviaron 1.200 soldados de refuerzo desde Lima al mando del coronel Gerónimo Valdés, saliendo de la ciudad el 25 de marzo. Al llegar al valle del Jauja se dieron cuentas que las lluvias habían hecho a los ríos imposibles de vadear y como los indios habían cortado los puentes de cuerda no tenían manera de pasar. Así, el general Ricafort salió con sus tropas a reunirse con Valdés en Mito el 9 de abril. En un río cercano los montoneros indígenas se habían atrincherado, pero al ver como una columna de jinetes españoles conseguía vadear por uno de los pocos pasos aún utilizables se retiraron. Poco después, el puente de cuerda de Concepción era restablecido y la tropa de Valdés cruzaba.

## El combate
Mientras los 2.400 soldados de la división de Ricafort iban a Cerro de Pasco, donde llegarían el día 25, las tropas de Valdés continuaron con rumbo a Jauja. En la mañana del 12 de abril, una tropa de varios miles de indios les salió al paso en Ataura, un puente sobre un afluente homónimo del Jauja. Estaban agrupados en una masa densa de guerreros, creyendo que era el mejor método de defensa, que dominaba la orilla opuesta a sus enemigos. Llevaban un cañón y muchísimos fusiles, pero su fuego era desordenado e ineficiente. Sin embargo, la mayoría sólo tenía hondas y macanas. Valdés ordenó a su caballería cargar sobre el enemigo, que les respondió arrojándoles piedras con sus hondas e intentando detenerla con sus picas. Luego vino la carga de la infantería en guerrilla (formación abierta), abriéndose paso por el camino real y disparando al gentío que se ubicaba en las laderas de los cerros circundantes. La caballería se encargó de atacar con sus sables y los indios cesaron su resistencia y huyeron en pánico.
Varios centenares de indios resultaron muertos, muchos de ellos ahogados en el río, o prisioneros. De no haber sido por la misericordia de los oficiales realistas, muchos más hubieran muerto. También se capturó un cañón, muchos fusiles y los pocos caballos que tenían. La prensa del virrey calificaría el combate de «glorioso», pero «no fue más que una inhumana matanza de indios desorganizados y casi inermes». Ese mismo día, Valdés entraba en Jauja. Los vencedores tuvieron unos pocos muertos y heridos, destacando entre estos últimos el comandante Dionisio Marcilla. Dicha diferencia se debió a que la mayoría de los indios pudieron atacar a los realistas sólo con piedras.

## Consecuencias
El control de la sierra era importantísimo para los monárquicos, así lo había entendido el virrey José de La Serna, pues permitía a las tropas que defendían Lima estar en contacto con los puertos del sur, donde se esperaba un futuro ataque. Esta victoria les permitió pacificar la región de Jauja. Los realistas cometieron el error de reprimir con dureza a los indios, quienes además de odiar los tributos que debían pagar, se sumaron en masa a la causa patriota. Esto último sería clave en el posterior desarrollo de los acontecimientos. 